# Reduced Binary Circuits
Reduced Binary Circuit stellen eine Möglichkeit dar, digitale Schaltkreise mit wenig Overhead kompakt zu repräsentieren. Resultat ist ein gerichteter azyklischer Graph G bestehend aus Knoten und Kanten.
Interne Knoten repräsentieren einen binären Operator aus der Menge {{\displaystyle \land ,\lor ,\Leftrightarrow }} und besitzen jeweils zwei Kinder. Blätter hingegen werden mit konstanten Wahrheitswerten {TRUE,FALSE} beschrieben oder durch eine Variable v {\displaystyle \epsilon } VAR, wobei VAR eine beliebige Menge boolescher Variablen darstellt.
Kanten enthalten ein sign-Attribut, das Negierung des Targets, des Zielknotens abgibt.
Kompression wird dabei erreicht, indem zum einen isomorphe (identische) Teilstrukturen mittels einer Hash-Funktion erfasst und nur einmal explizit in der Datenstruktur repräsentiert werden, zum anderen werden konstante Werte erfasst und „gekürzt“, beispielsweise wird (b {\displaystyle \wedge }TRUE) dargestellt als b.